# NHK鳥取放送局
NHK鳥取放送局（エヌエイチケイとっとりほうそうきょく）は、鳥取県を放送対象地域とする日本放送協会（NHK）の地域放送局である。テレビとラジオで県域放送を行っている。

## 沿革
- 1936年（昭和11年）12月14日 - 中波ラジオ放送（現ラジオ第1放送）開始。出力500W。
- 1950年（昭和25年）4月 - ラジオ第2放送開始。出力500W。
- 1959年（昭和34年）3月3日 - 標準テレビジョン放送（現総合テレビ）開始。
  - 民放の日本海テレビと同日開局。この時点では電電公社（鳥取県ではNTT西日本の前身）のマイクロ回線が開通前であったため、NHK岡山放送局から人形峠の固定局を経由した電波を中継していた。なお、電電公社のマイクロ回線は1959年6月に開通している[1]。
- 1962年（昭和37年）
  - 4月 - ラジオ送信所を現在地（鳥取市安長）に移転。
  - 12月28日 - 教育テレビの放送を開始（NHK松江放送局と同日）。
- 1964年（昭和39年）12月24日 - ラジオFM放送の実用化試験放送・ステレオ放送実験が開始（ステレオ放送は、松江局からの放送波中継で放送[注 1]）[2]。
- 1966年（昭和41年）3月20日 - 総合・教育両テレビのカラー放送を開始[3]。
- 1969年（昭和44年）3月1日 - 全国NHK一斉にFMラジオ本放送開始。
- 1971年（昭和46年）10月初めまで - 鳥取のローカルニュースがカラー化。これに伴い、カラーフィルムによる報道取材を開始[4]。
- 1972年（昭和47年）頃 - 鳥取のローカル番組が全面カラー化。これに伴い、鳥取ローカルを含め、総合テレビが全面カラー化（全国放送は前年10月10日に全面カラー化）。
- 1977年（昭和52年） - FM放送、ローカル放送でのステレオ化工事が完了、鳥取ローカルのステレオ放送を開始[5]。
- 1978年（昭和53年）11月23日 - 国際電気通信連合による中波ラジオ放送全世界一斉周波数変更の取り決めに従い、ラジオ第1・第2放送の周波数が10kHz間隔から9kHz間隔に一斉変更。
  - これに伴い鳥取本局は、ラジオ第1が1368kHzに、ラジオ第2が1125kHzに変更。同ラジオ中継局もそれぞれ変更された。
- 1985年（昭和60年）
  - 12月 - 智頭ラジオ中継放送所開局。
  - FMステレオ放送用のPCMデジタル音声回線が導入。これに伴い、ローカル以外でのステレオ放送に於ける松江からの放送波中継を廃止[注 2][7]。
- 1986年（昭和61年）8月8日 - 総合テレビの音声多重放送開始[8]。
- 1991年（平成3年）3月21日 - 教育テレビの音声多重放送開始[9]。
- 1998年（平成10年）11月26日 - 島根県松江市枕木山に、総合テレビ米子中継局開局。
  - 旧米子中継局の移転扱いで開局した、本州で最初の域外中継局。
  - 旧米子中継局は、米子市内の複数のミニサテ局（小規模中継局・ミニサテライト中継局）の一つであった。
- 2005年（平成17年）3月30日 - 若桜ラジオ中継放送所開局。
- 2006年（平成18年）10月1日 - 総合・教育両テレビの地上デジタル放送開始。
- 2011年（平成23年）7月24日 - 正午、総合・教育両テレビの地上アナログ放送が終了。24時をもって完全停波。
- 2018年（平成30年） - 4月改編より週末・祝日（年末年始も含む）のニュース・気象情報はテレビ・ラジオともに終日広島からの中国地方向け放送に変更（原則として選挙及び災害等を除く）となったが、鳥取県の気象情報のみをテレビ（総合テレビ）で18:55 - 18:59に放送していた。
- 2022年（令和4年）
  - 4月改編より週末・祝日のテレビの夕方ニュース・気象情報を、鳥取局と松江局の2局ネットに変更。ただし、ラジオは原則として従来通り全時間帯で広島発となっている。
- 2023年（令和5年）
  - 4月1日 - 令和改革により、部制（放送部・営業推進部等）からセンター制に見直され、コンテンツセンター、経営管理企画センターへ再編された。
  - 5月22日 - NHKプラスで地域向けのテレビ番組の見逃し配信が開始[10]。

## 支局
支局
- 米子
- 倉吉

## 主なチャンネル・周波数
太字は親局、それ以外はすべて中継局。コールサインは総合系統がJOLG、教育系統がJOLC。

### テレビ
総合テレビ・教育テレビ鳥取局は鳥取県鳥取市（毛無山）にある。なお、倉吉局（栗尾山）と鉢伏局（鉢伏山）は鳥取県東伯郡湯梨浜町にある。
- ch番号の前にVが付いた局は垂直偏波。

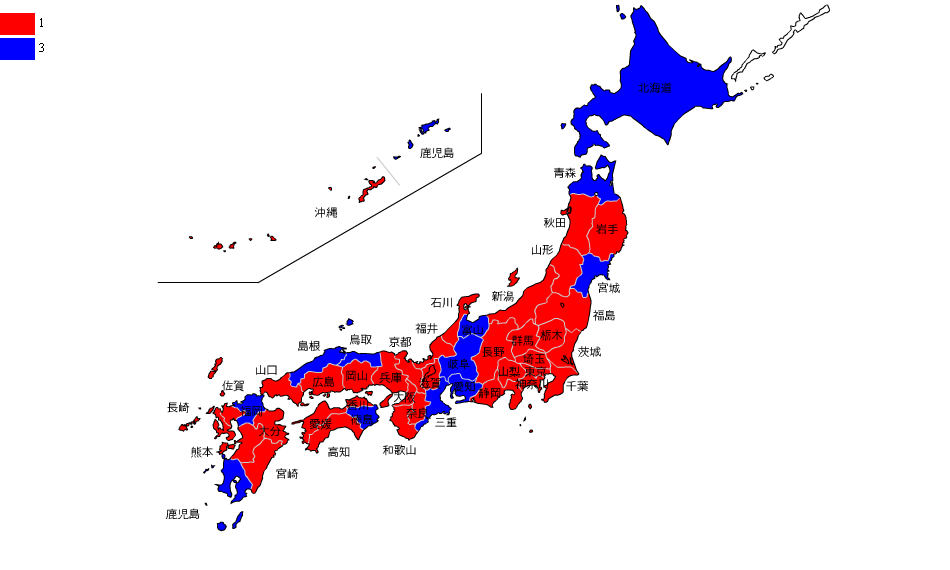
NHK総合のリモコンキーID

- 日本テレビ系列の日本海テレビの親局が1chだったため、総合テレビのリモコンキーIDはアナログ3chから「3」である（NHK松江局総合のアナログ親局だった6chはTBS系列のBSS山陰放送へ譲った）。
- このため、岡山県で本局を受信される場合は枝番が付かないが、島根県・広島県・兵庫県で本局を受信される場合は031・032の後に枝番が付く（島根県ではNHK松江局総合に、広島県ではTBS系列のRCC中国放送に、兵庫県では独立局のサンテレビに「3」が割り当てられているため）。
- ■はデジタル新局。

#### 総合テレビ リモコンキーID：3
論理チャンネル
- 03* - NHK総合*・鳥取（1,2）
- 631 - NHK携帯G・鳥取
- 放送事業者 - NHK総合・鳥取

送信所・中継局
- 鳥取 29ch JOLG-DTV 100W（毛無山）
- 米子 26ch 100W（枕木山）
- 鉢伏■ 14ch 0.5W（鉢伏山）
- 岩美 14ch 1W（金峯山）
- 智頭 14ch 1W（牛臥山）
- 用瀬 14ch 1W（鳥山）
- 若桜 14ch 0.3W（赤石山）
- 倉吉■ 29ch 100W（栗尾山）
- 郡家 14ch 0.3W（本谷東平）
- 河原 33ch 1W（霊石山）
- 米子日南 14ch 3W（鬼林山）
- 香取■ V39ch 0.1W
- 三朝 18ch 0.05W（三朝高原）
- 中日野 18ch 1W（古峠山）
- 佐摩 14ch 0.3W（鈑戸山）
- 佐治 23ch 1W（飯盛山）
- 円護寺 14ch 0.1W

#### 教育テレビ リモコンキーID：2
論理チャンネル
- 02* - NHKEテレ*鳥取（1,2,3）
- 621 - NHK携帯2
- 放送事業者 - NHKEテレ鳥取

送信所・中継局
- 鳥取 20ch JOLC-DTV 100W（毛無山）
- 米子■ 20ch 100W（枕木山）
- 鉢伏■ 13ch 0.5W（鉢伏山）
- 岩美 13ch 1W（金峯山）
- 智頭 13ch 1W（牛臥山）
- 用瀬 13ch 1W（鳥山）
- 若桜 13ch 0.3W（赤石山）
- 倉吉■ 27ch 100W（栗尾山）
- 郡家 13ch 0.3W（本谷東平）
- 河原 30ch 1W（霊石山）
- 米子日南 13ch 3W（鬼林山）
- 香取■ V39ch 0.1W
- 三朝 17ch 0.05W（三朝高原）
- 中日野 22ch 1W（古峠山）
- 佐摩 13ch 0.3W（鈑戸山）
- 佐治 21ch 1W（飯盛山）
- 円護寺 13ch 0.1W

#### 米子中継局
総合テレビ・教育テレビ米子局は、民放テレビ局が鳥取・島根の相互乗り入れをしている関係で、島根県松江市内の枕木山からの域外送信である。
NHK鳥取放送局は1980年代末期まで、県西部向けの総合テレビ・教育テレビの中継局を、境港市内や米子市内などの県内に複数設置していたが、アンテナの向きから良好に受信できる世帯が少なかった。むしろ、容易に松江からの電波が届く典型的なスピルオーバー地帯である県西部では島根県向けの総合テレビ松江局（6ch）を受信している世帯の方が多く、教育テレビに至っては松江局（12ch）のみだった。
そこで、当時NHK米子ラジオ送信所内から42chで送信していた旧米子局を、近郷の中継局ともども枕木山に移し、本州では初となる域外送信を実施することになり、6chの総合テレビ松江局、12chの教育テレビ松江局、32chの総合テレビ新米子局、という構図が完成した。総合テレビ旧米子局の実際の停波は、経過措置後の1999年1月であった。
デジタルの松江局は澄水山に設置され、枕木山の米子局共々スピルオーバー対策は実施されたものの、県西部では相変わらず1本のUHFアンテナで鳥取・松江の両局の総合テレビとEテレという計2局4波が受信可能となっている。また、鳥取県の中海テレビ放送（伯耆町有線テレビ放送のエリアも含む）と島根県の山陰ケーブルビジョンで、鳥取・松江の両局の総合テレビを同時にパススルー再放送している。
なお、地上デジタル放送の域外送信はそのほかに、広島県江田島市（野登呂山・山口県岩国市向けのNHK山口放送局と山口県の民放3局・2006年10月1日開局）、岡山県玉野市（金甲山・香川県北部向けのNHK高松放送局・2006年12月1日開局）、北海道室蘭市（測量山・渡島地方北部向けのNHK函館放送局〈総合テレビのみ〉・2007年10月1日開局）などにも存在する。

### ラジオ
※ラジオ第2放送は、兵庫県北西部（新温泉町など）も放送エリアとしている。

#### ラジオ第1放送
- 鳥取 1368kHz JOLG 1kW
- 倉吉 1026kHz 100W
- 智頭 1323kHz 100W
- 若桜 1026kHz 100W
- 米子 963kHz 1kW
- 日野 1584kHz 100W

#### ラジオ第2放送
- 鳥取 1125kHz JOLC 1kW
- 倉吉 1359kHz 100W
- 米子 1521kHz 1kW

#### FM放送
- 鳥取 85.8MHz JOLG-FM 500W（鉢伏山）
- 智頭 84.4MHz 3W（牛臥山）
- 若桜 83.7MHz 10W（赤石山）
- 用瀬 84.9MHz 100W（鳥山）
- 岩美 83.8MHz 10W（金峯山）
- 日野 84.0MHz 100W（古峠山）
- 米子日南 85.3MHz 10W（鬼林山）
- 智頭山形 81.7MHz 3W

### アナログテレビ放送概要
2011年7月24日の12時で終了した時点のもの。鳥取県東伯郡湯梨浜町（鉢伏山）にあった（FM放送は現存）。
- ch番号の前にVが付いた局は垂直偏波。

#### 総合テレビ
- 鳥取 3ch JOLG-TV 1kW（鉢伏山）
- 米子 32ch 1kW（枕木山）
- 智頭 6ch 3W（牛臥山）
- 河原 V2ch 3W（霊石山）
- 若桜 9ch 3W（赤石山）
- 用瀬 9ch 3W（鳥山）
- 岩美 9ch 3W（金峯山）
- 佐治 3ch 1W（飯盛山）
- 智頭那岐 54ch 1W（駅前山）
- 智頭山形 48ch 3W
- 三朝 46ch 0.5W（三朝高原）
- 鳥取滝山 56ch 3W（尺山）
- 佐治河本 54ch 0.5W
- 佐治尾際 46ch 0.1W
- 気高下坂本 46ch 0.1W
- 気高土居 50ch 0.1W
- 気高会下 50ch 0.1W
- 気高山宮 46ch 0.1W
- 鹿野小鷲河 50ch 0.1W
- 倉吉八幡 46ch 0.1W
- 上津ノ井 45ch 0.1W
- 郡家 46ch 3W（本谷東平）
- 福部久志羅 55ch 0.1W
- 賀露北 49ch 0.1W
- 賀露南 39ch 0.1W
- 岩美岩常 42ch 3W
- 三朝吉田 47ch 0.1W
- 佐治津無 60ch 0.1W
- 気高勝見 55ch 0.1W
- 国府岡益 39ch 0.1W
- 鳥取東 27ch 30W
- 円護寺 56ch 1W
- 日野 2ch 100W（古峠山）
- 米子日南 49ch 30W（鬼林山）
- 下榎 55ch 1W（彦谷）
- 新屋 55ch 1W（才の神平）
- 佐摩 52ch 3W（鈑戸山）
- 米子飯山 52ch 0.5W（飯山）
- 上淀江 V55ch 10W（上清水山）
- 溝口 49ch 3W（鬼住山）

#### 教育テレビ
- 鳥取 4ch JOLC-TV 1kW（鉢伏山）
- 智頭 12ch 3W（牛臥山）
- 河原 V12ch 3W（霊石山）
- 若桜 7ch 3W（赤石山）
- 用瀬 7ch 3W（鳥山）
- 岩美 7ch 3W（金峯山）
- 佐治 4ch 1W（飯盛山）
- 智頭那岐 52ch 1W（駅前山）
- 智頭山形 50ch 3W
- 三朝 48ch 0.5W（三朝高原）
- 鳥取滝山 54ch 3W（尺山）
- 佐治河本 52ch 0.5W
- 佐治尾際 48ch 0.1W
- 気高下坂本 48ch 0.1W
- 気高土居 52ch 0.1W
- 気高会下 52ch 0.1W
- 気高山宮 48ch 0.1W
- 鹿野小鷲河 42ch 0.1W
- 倉吉八幡 48ch 0.1W
- 上津ノ井 47ch 0.1W
- 郡家 48ch 3W（本谷東平）
- 福部久志羅 53ch 0.1W
- 賀露北 47ch 0.1W
- 賀露南 37ch 0.1W
- 岩美岩常 40ch 3W
- 三朝吉田 45ch 0.1W
- 佐治津無 62ch 0.1W
- 気高勝見 53ch 0.1W
- 国府岡益 37ch 0.1W
- 鳥取東 17ch 30W
- 円護寺 54ch 1W
- 日野 5ch 100W（古峠山）
- 米子日南 51ch 30W（鬼林山）
- 下榎 53ch 1W（彦谷）
- 新屋 53ch 1W（才の神平）
- 佐摩 50ch 3W（鈑戸山）
- 米子飯山 50ch 0.5W（飯山）
- 上淀江 V53ch 10W（上清水山）
- 溝口 51ch 3W（鬼住山）

※松江の教育テレビはNHK松江放送局の電波である（原因は前述）が、全国放送である教育テレビではローカル放送は基本的に実施されないため、米子中継局は結局アナログ停波まで設置されずに終わった。

## 鳥取放送局制作の主な番組

### 現在
2025年4月現在。
総合テレビ
太字はNHKプラスの「ご当地プラス」において見逃し配信を実施している番組。
- ニュース（鳥取）（平日 12:15 - 12:20）
- いろ★ドリ（平日 18:10 - 18:59）
  - 大型連休・お盆などは休止し、代わりに「鳥取県のニュース・気象情報」（18:45 - 18:59）を放送。
- とっとりNEWS845（平日 20:45 - 21:00）
  - 祝日は休止し、20:55 - 21:00に「ニュース・気象情報（中国地方）」を広島から5分間放送。
  - 大型連休・お盆などは「中国地方のニュース・気象情報」を放送するため休止。
- さんいんスペシャル（不定期金曜日 19:30 - 19:55、再放送：不定期土曜日 7:30 - 7:55または10:55 - 11:20） - 松江局との交互制作。内容により島根県・鳥取県の2県放送とどちらか1県のみの放送の場合あり。不定期で広島局（広島県ローカルまたは鳥取局・松江局を含む中国ブロックネットのいずれか）[注 8]でも遅れ放送する他、BS1の『中国地方推し!』や総合テレビの『NHK地域局発』で全国放送の場合あり
- さんいんNEWS645（日曜は鳥取局が、土曜は松江局がそれぞれ制作。祝日は松江局と輪番で制作。土曜・日曜・祝日 18:45 - 19:00[注 9]）
  - 大型連休・お盆は「ニュースちゅうごく645」（年末年始は18:50 - 19:00に「ニュース・気象情報（中国地方）」）（広島発）を放送。
- コネクト（不定期金曜日 19:30 - 19:55、再放送：不定期土曜日 7:30 - 7:55または10:55 - 11:20） - 広島局制作が多いが、企画により鳥取局制作の場合あり[注 8]

ラジオ第1放送・FM放送
★印はFM放送と同時放送。
- ニュース・気象情報・おしらせ（鳥取）
  - 12:15 - 12:20★
  - 13:55 - 14:00
  - 18:50 - 19:00★
- とっとりラジオハイスクール!（ラジオ第1放送、不定期金曜日 17:05 - 17:55、中国地方向け放送）

※土日・祝日・年末年始は、終日中国地方向け放送（広島発）のため鳥取県向け放送はなし。

### 過去
総合テレビ
- とっとり情報スポット
- とっとり情報プラザ
- いちおし情報便（平日 11:40 - 12:00）
- とっとり640→とっとり630→イブニングネットワークとっとり→ニュースネットワークとっとり→とっとり情報スタジオ610（1997年4月 - 1998年3月）→とっとりまるごと600（1998年4月 - 2000年3月）→とっとりまるごとテレビ（2000年4月 - 2004年3月）→まるごとワイドとっとり（2004年4月 - 2007年3月）→いちおしNEWSとっとり（2007年4月 - 2018年3月）
- とっとりニュース645（土日祝 18:45 - 18:59）（ - 2018年3月）
  - 2018年4月から2022年3月まで「ニュースちゅうごく645」と題し、中国ブロックで放送。
- √るーと
- ちょっとは、ダラズに。
- のんのんばあとオレ→続・のんのんばあとオレ（「ドラマ愛の詩」枠）
- おはよう山陰（松江局と隔週交代で制作、平日 7:45 - 8:00[注 10]、2025年3月28日で放送終了）

FM
- 鳥取文芸館

## アナウンサー・キャスター
- *は過去にも鳥取局勤務の経験があることを表す。前任地が太字の人はその局が初任地。

| 氏名           | 前任地       | 担当番組                                                 | 備考               |
| アナウンサー   | アナウンサー | アナウンサー                                             |                    |
| -------------- | ------------ | -------------------------------------------------------- | ------------------ |
| 杉岡英樹       | 松山         | アナウンスグループ統括 鳥取県のニュース                  |                    |
| 後藤康之       | 静岡         | いろ★ドリ （メインキャスター）                           |                    |
| 村上真吾*      | 広島         | 鳥取県のニュース                                         |                    |
| 保田一成       | 佐賀         | 鳥取県のニュース                                         |                    |
| 久保田拓人     | 広島         | 鳥取県のニュース                                         |                    |
| 契約キャスター |              |                                                          |                    |
| 山田奈穂       | 山口         | いろ★ドリ （米子支局駐在キャスター）                     |                    |
| 甲斐涼香       |              | いろ★ドリ （メインキャスター・隔週交代） さんいんNEWS645 |                    |
| 鈴木佑菜       |              | いろ★ドリ （メインキャスター・隔週交代） さんいんNEWS645 |                    |
| 気象予報士     |              |                                                          |                    |
| 木下和花       |              | いろ★ドリ （気象キャスター）                             | 南気象予報士事務所 |

### その他著名な職員
- 児玉隆（副局長。アナウンサー時代にも在籍経験あり）